# Луций Анний (народный трибун)
Лу́ций А́нний (лат. Lucius Annius; II век до н. э.) — римский политический деятель из плебейского рода Анниев, народный трибун 110 года до н. э.
По данным Саллюстия, во время трибуната Луций Анний вместе с одним из коллег, Публием Лицинием Лукуллом, пытался продлить срок своих полномочий, несмотря на противодействие других трибунов. В течение всего года это мешало созыву комиций и проведению выборов. Когда легат Авл Постумий Альбин заключил позорный договор с Югуртой в Нумидии, трибуны запретили его брату, консулу Спурию Постумию Альбину, переправить в Африку набранную им армию.